# Symbol elektryczny

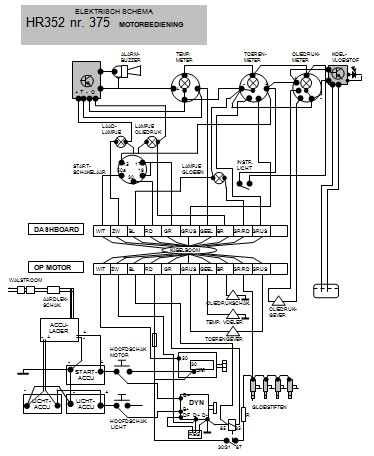
Rysunek obwodu elektrycznego z wykorzystaniem symboli elektrycznych

Symbol elektryczny - znak graficzny oznaczający obiekt elektryczny, podstawowe cechy fizyczne, przy czym może on oznaczać również ich współzależność. Jest głównym elementem rysunku technicznego elektrycznego. Wygląd każdego symbolu elektrycznego powinien spełniać warunki określone normami. 
Wśród symboli graficznych elektrycznych można wyróżnić różnego rodzaju figury geometryczne, np. prostokąty, kwadraty, trójkąty, okręgi, elipsy i ich części, oraz znaki graficzne, np. strzałki. Wykonuje się je w różny sposób i liniami różnego rodzaju. Elementy te lub ich części, o określonych wymiarach, wykonane na ogół linią o jednakowej grubości, odpowiednio ze sobą połączone lub skojarzone tworzą symbol graficzny. 

## Rodzaje symboli elektrycznych graficznych
Ze względu na znaczenie symbolu rozróżnia się symbole graficzne elektryczne:
- przedmiotowe (Symbole elektryczne przedmiotowe)
- uzupełniające (Symbole elektryczne uzupełniające)

Ze względu na rodzaje rysunku technicznego elektrycznego symbole graficzne można podzielić na symbole do:
- schematów
- planów
- celów informacyjnych

Ze względu na sposób przedstawienia rozróżnia się symbole:
- jednoliniowe
- wieloliniowe

W zależności od ich zastosowania w określonej dziedzinie elektrotechniki symbole są nazywane np.:
- symbole instalacyjne - jeśli są stosowane w planach instalacji wnętrzowych,
- symbole samochodowe - jeżeli są stosowane w schematach instalacji elektrycznych pojazdów samochodowych.